# Saison 2022-2023 de l'ESTAC Troyes
Maillots
Chronologie
Saison précédente Saison suivante
La saison 2022-2023 de l'ESTAC Troyes, club de football français, voit le club évoluer en Ligue 1.

## Avant-saison
Lors des 4 matchs amicaux de pré-saison, l'ESTAC perd 3 matchs (Toulouse 6-1, Metz 4-0, Auxerre 1-0) et gagne contre Le Havre AC 3-0.

## Transferts

### Transferts estivaux
Le mercato d'été a lieu du 9 juin au 31 août 2021 en France.
| Nom      | Nationalité | Poste | Transfert | Provenance/Destination | Division |
| -------- | ----------- | ----- | --------- | ---------------------- | -------- |
| Arrivées |             |       |           |                        |          |
| Départs  |             |       |           |                        |          |

| Nom      | Nationalité | Poste | Transfert | Provenance/Destination | Division |
| -------- | ----------- | ----- | --------- | ---------------------- | -------- |
| Arrivées |             |       |           |                        |          |
| Départs  |             |       |           |                        |          |

| Nom      | Nationalité | Poste | Transfert | Provenance/Destination | Division |
| -------- | ----------- | ----- | --------- | ---------------------- | -------- |
| Arrivées |             |       |           |                        |          |
| Départs  |             |       |           |                        |          |